# Mali Kalenîci, Polonne
Mali Kalenîci (în ucraineană Малі Каленичі) este un sat în comuna Velîki Kalenîci din raionul Polonne, regiunea Hmelnîțkîi, Ucraina.

## Demografie
Componența lingvistică a localității Mali Kalenîci
     Ucraineană (98,5%)
     Alte limbi (1%)
Conform recensământului din 2001, majoritatea populației localității Mali Kalenîci era vorbitoare de ucraineană (98,5%), existând în minoritate și vorbitori de alte limbi.